# Holzfassade
| Dieser Artikel wurde auf der Qualitätssicherungsseite des WikiProjekts Planen und Bauen eingetragen. Dies geschieht, um die Qualität der Artikel aus den Themengebieten Bautechnik, Architektur und Planung auf ein akzeptables Niveau zu bringen. Dabei werden Artikel, die nicht maßgeblich verbessert werden können, möglicherweise in die allgemeine Löschdiskussion gegeben. Hilf mit, die inhaltlichen Mängel dieses Artikels zu beseitigen, und beteilige dich an der Diskussion! |

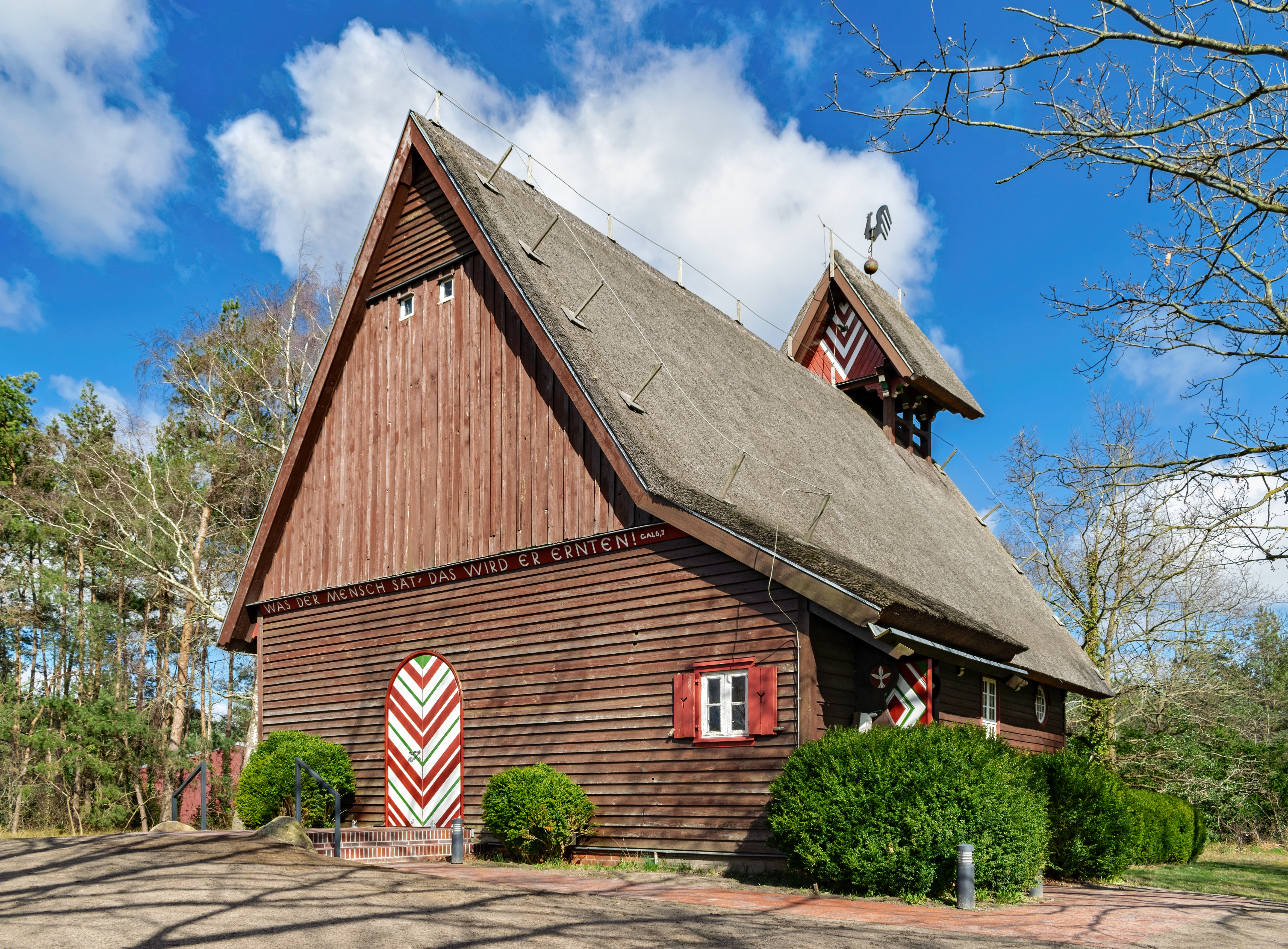
Holzfassade (Fischerkirche Born/Darß)

Als Holzfassade werden im Bauwesen nichttragende Außenwandkleidungen aus Holz bezeichnet. Die Materialien können aus Schnittholz, Sperrholz-Platten, Vollholz oder Materialien mit Rohstoffanteilen aus Holz bestehen. 

## Verwendungen
Der eigentliche Zweck der hölzernen Außenwandbkleidungen ist ein Witterungsschutz, jedoch sind alle Fassadenbekleidungen auch gestalterisch wirksam in Struktur, Material und Farbigkeit. 
Man kann die Systeme nach ihrer Verarbeitung in vier Kategorien einteilen:

### Waagerechte Elemente
Mit den ersten Sägemühlen des Mittelalters wurde die Herstellung von Brettern wirtschaftlich. Bretter konnten waagerecht als Stülpschalung an Fachwerkkonstruktionen genagelt werden. Heute werden gedämmte Fassaden häufig mit Holz-Lamellen, etwa aus Rhombusleisten (mit rautenförmigem Querschnitt), verkleidet.

### Senkrechte Elemente
Bei den senkrechten Holzprofilen ist die Boden-/Deckelschalung die älteste und bekannteste Form. Dabei wird auf einer Konstruktion zunächst eine untere Lage von Brettern (Bodenbretter) mit Abstand aufgenagelt. Die dabei entstandenen Fugen werden durch eine zweite Lage (Deckbretter) überdeckt.

### Schindeln
In holzreichen, meist gebirgigen Gebieten sind die durch reine Handarbeit in langen Winterabenden herzustellenden Holzschindel die meistverwendeten Holzfassaden. Dabei werden aus einem Baumstamm Scheiben in Schindellänge abgeschnitten und anschließend gespalten.

### Fassadenplatten
Seit der Einführung von wasserfest verleimten Sperrholzplatten können Fassaden mit Fassadentafeln geringer Stärke verkleidet werden. Plattenförmige Holzwerkstoffe benötigen eine Unterkonstruktion. Der Feuchtigkeitsausgleich führt bei unversiegelten Holzwerkstoffen zum nächtlichen Quellen durch Taubildung und zum Schwinden während des Tages, wodurch der Verbund von Bindemittel und Holzfurnier stark beansprucht wird. Bei unzureichender Verleimung und Imprägnierung kann sich das Deckfurnier wellenförmig aufwerfen. Seit einigen Jahren werden harzgetränkte Werkstoffplatten und vollimprägnierte Siebdruckplatten angeboten, die eine lange Lebensdauer ermöglichen, solange sie keiner dauerhaften Feuchte ausgesetzt sind. Die Oberflächen sind UV-beständig behandelt und es kommt kaum noch zum Reißen und Aufquellen des Holzes. Ein periodischer Anstrich des Holzes mit Holzschutzlasur entfällt.

## Geschichte
Die Geschichte des Holzbaus und der Holzfassaden ist eng mit der Entwicklung der Werkzeuge verbunden:
- Mit den ersten Äxten wurden Palisaden und Blockhäuser errichtet.
- Mit Sägen ließen sich Holzverbindungen wie Zapfen und Blätter herstellen und ermöglichten damit den Fachwerkbau.
- In den reichen Holzgegenden wie der Alpenregion sind in langen Winterabenden Holzschindeln von Hand gespalten worden.
- Mit den Sägemühlen des Mittelalters wurden Bretter und Bohlen geschnitten, die man als Schutz gegen Wind und Wetter an Fachwerke nageln konnte.
- Die Industrialisierung im 19. Jahrhundert machte gleichförmige Holzbauteile mit Längsverbindungen wie Nut + Feder wirtschaftlich und zum Massenprodukt.
- Der Zusatz von Leim und Klebstoff ermöglichte die Herstellung großformatiger Holzplatten für den Einsatz im Bauwesen.

Aus diesen Entwicklungsschritten haben sich die jeweiligen Holzfassaden erhalten und stehen uns heute als große Auswahl zur Verfügung.

## Holzschutz
Wenn die Fassadenbekleidung so verbaut wird, dass sie nach jedem Regen zügig wieder trocknen kann, ist kein chemischer Holzschutz notwendig.
Lackierte oder lasierte Fassadenhölzer müssen regelmäßig überarbeitet werden, um die Risse in der Beschichtung zu vermeiden. Feuchtigkeit, welche durch Risse ins Holz eindringt, kann durch die Beschichtung hindurch nur sehr langsam wieder austrocknen. Frei bewitterte Holzbauteile verfaulen oft hinter der noch scheinbar intakten Beschichtung, weil Regenwasser durch kleinste Fehlstellen eindringen kann.
Natürlich vergraute Fassadenhölzer können unter bestimmten Umständen eine ebenso lange Lebensdauer erreichen, wie beschichtetes Holz.
Regeln für eine langlebige Holzfassade:
- keine Holzbauteile im Spritzbereich des Gebäudesockels (die unteren 30 cm)
- Holzbauteile, die unmittelbar an waagerechte Flächen wie Fensterbänke, Vordächer, Terrassen und Simse angrenzen, sollten durch einen Dachüberstand o. ä. vor Spritzwasser geschützt werden
- eine wirksame Hinterlüftung ist vorzusehen, um den Holzquerschnitt dauerhaft trocken zu halten
- dicht aneinanderliegende Holzbauteile sollten vermieden werden, wenn die Fugen nicht durch Überstände mit Tropfkanten o. ä. vor dem kapillaren Eindringen von Wasser geschützt sind
- an senkrecht angebrachten Fassadenbrettern läuft der Regen schneller ab, als wenn die Holzfasern horizontal liegen

Falls einige der Bedingungen nicht eingehalten werden können, sollten beständige Holzarten wie Lärche oder Douglasie verwendet werden. Oder die gefährdeten Bereiche werden durch einen Anstrich mit rohem Leinöl geschützt. Dies dringt tief in das Holz ein, statt lediglich einen Film auf der Oberfläche zu bilden. Stark beanspruchte Bereiche können anschließend mit Standöl behandelt werden, das witterungsbeständiger ist als reines Leinöl, jedoch weniger tief eindringt. Eine Pigmentierung des Öls verbessert die Schutzwirkung, indem sie die UV-Strahlung der Sonne abschirmt.
Geölte Holzbauteile sind einfach instand zu halten, da sie langsam abwittern, statt rissig zu werden und abzublättern wie moderne Beschichtungssysteme. Sie können daher in der Regel beliebig oft überstrichen werden, ohne dass das Holz zuvor abgeschliffen werden muss.

## Galerie

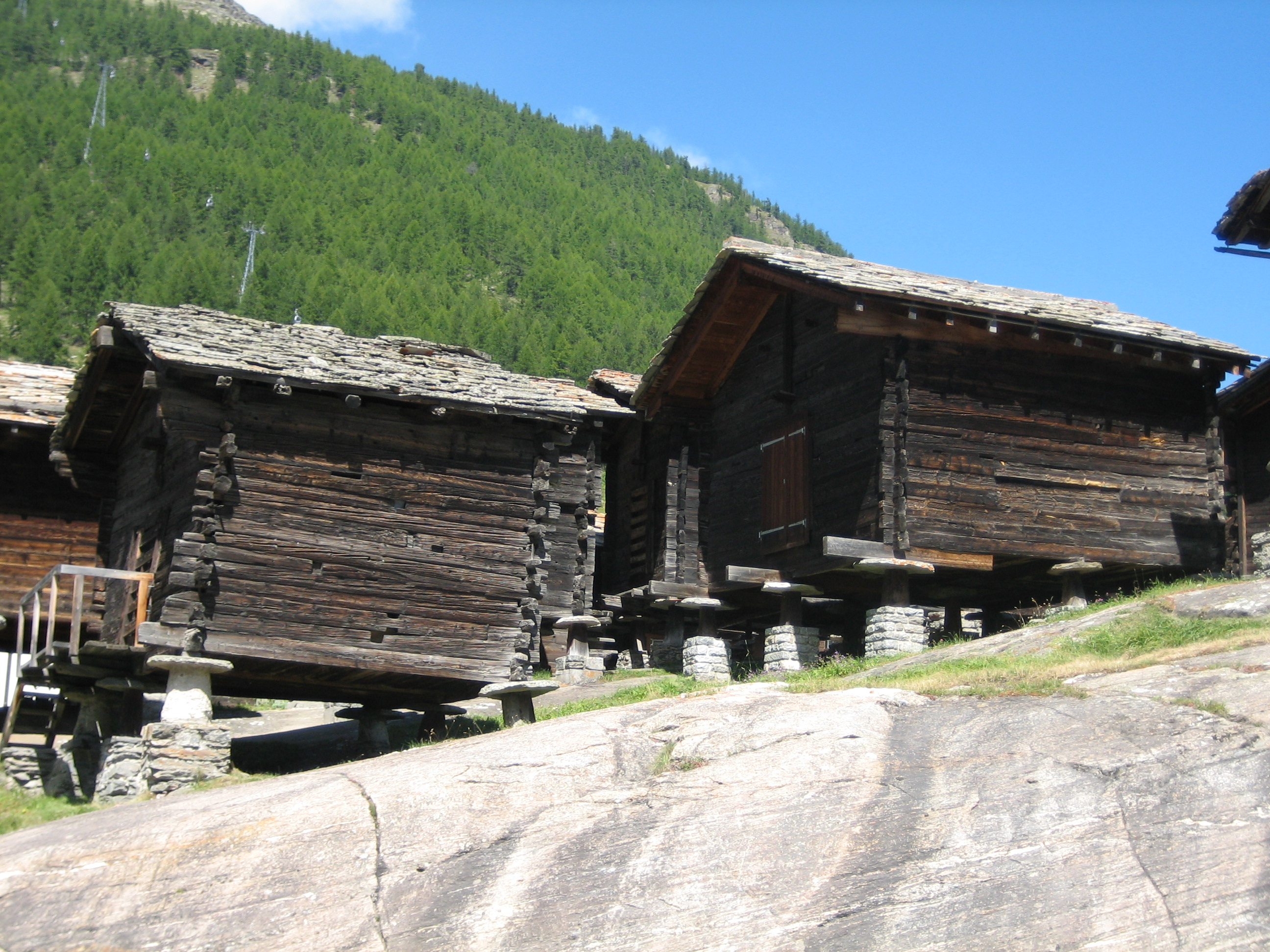
Blockhaus; Heuschober in der Schweiz
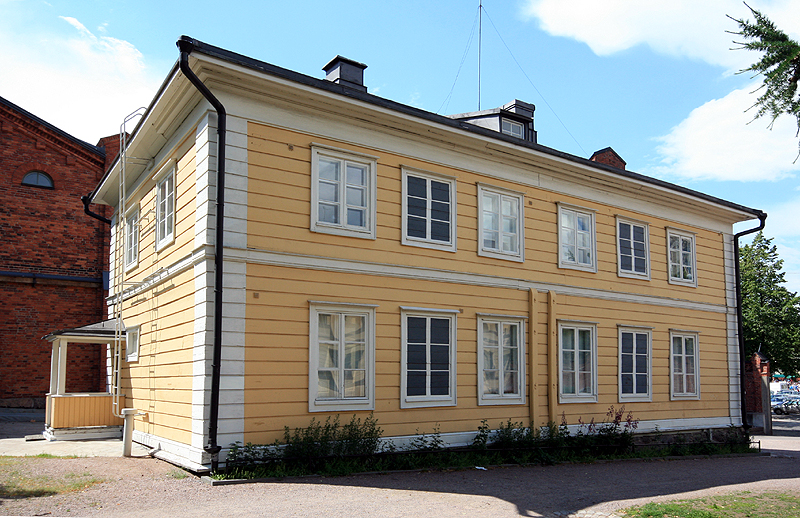
Waagerechte Profile; Haus in Finnland
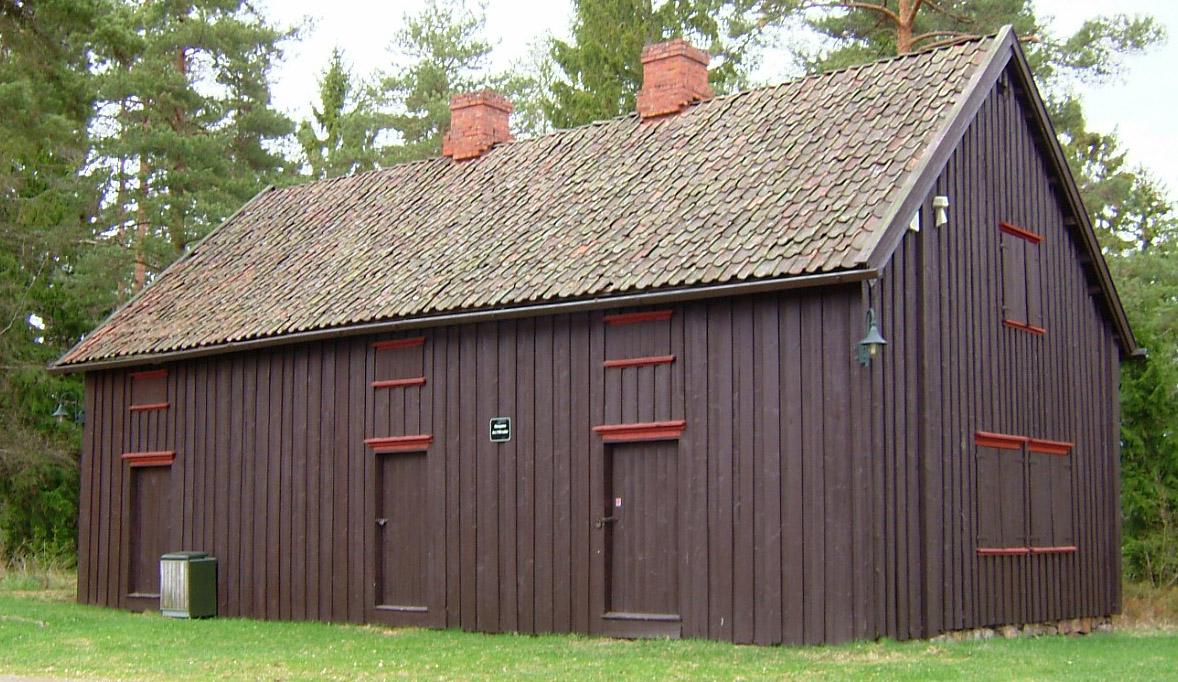
Senkrechte Profile; Haus in Norwegen
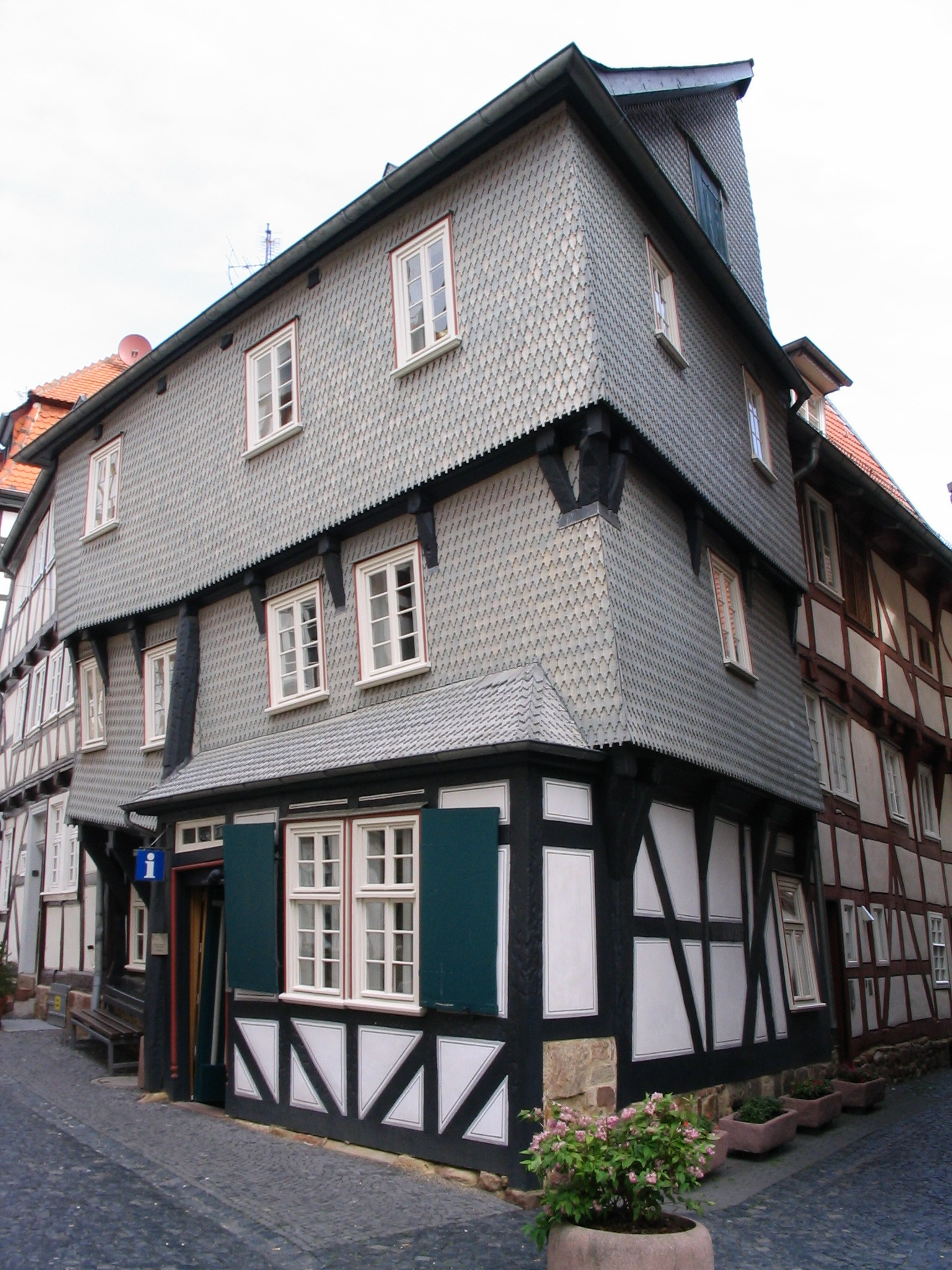
Schindeln; Haus in Fritzlar
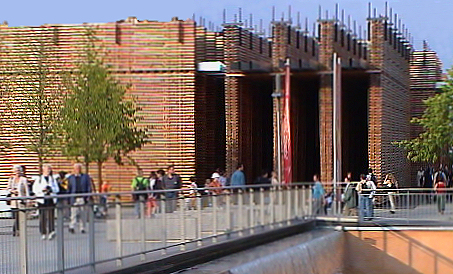
Schweizer Pavillon auf der Expo 2000 Hannover, Architekt Peter Zumthor